# Hanns Ulrich Pusch
Hanns Ulrich Pusch (* 14. September 1917 in Kauffung, Schlesien; † 19. Juni 1984) war ein deutscher Politiker (CDU) und Publizist. Er war von 1958 bis 1962 Mitglied des Landtags von Schleswig-Holstein.

## Ausbildung und Beruf
Pusch besuchte ein Reform-Realgymnasium und schloss die Schule mit dem Abitur ab. Er studierte vier Semester an der Hochschule für Lehrerbildung in Hirschberg im Riesengebirge und legte im Jahr 1938 die erste und 1941 zweite Prüfung für das Lehramt an Volksschulen ab. Pusch wurde Volksschullehrer im Bezirk Potsdam. Im Zweiten Weltkrieg geriet er in Kriegsgefangenschaft, nach der Entlassung wurde Pusch als Publizist tätig. 1948 wurde er bei einem Verlag angestellt, später arbeitete er als Redakteur bei Zeitungen in Essen, Mülheim an der Ruhr, Düsseldorf und Lübeck und war für Ressorts wie Lokales, Wirtschaft und Politik zuständig. Ab 1955 war Pusch hauptberuflicher Landesgeschäftsführer der CDU Schleswig-Holstein.

## Politik
Pusch engagierte sich bereits seit Ende der 1940er Jahre in der Jungen Union, er war von 1949 bis 1952 Kreisvorsitzender der CDU-Jugendorganisation in Düsseldorf und Mettmann. Von 1955 bis 1957 war er stellvertretender Landesvorsitzender der Jungen Union Schleswig-Holstein. Im Jahr 1957 wurde er in Lübeck Vorsitzender des CDU-Kreisverbands. Bei der Landtagswahl 1958 wurde Pusch im Wahlkreis 36 (Lübeck-Mitte) als Direktkandidat der CDU in den schleswig-holsteinischen Landtag gewählt, er war Abgeordneter vom 10. Oktober 1958 bis zum 26. Oktober 1962.
Von 1954 bis 1955 war er stellvertretender Vorsitzender des schleswig-holsteinischen Journalistenverbandes. Pusch war Mitglied der Landsmannschaft Schlesien.

## Werke
- Kai-Uwe von Hassel: Ein Porträt, Freudenstadt 1970.
- Gerhard Stoltenberg: Ein Porträt, Freudenstadt 1971.